# دختر ستاره‌ای
دختر ستاره ای (انگلیسی: Stargirl) یک فیلم درام و رمانتیک موزیکال جوک بوکس آمریکایی در سال ۲۰۲۰ است که بر اساس رمانی به همین نام از جری اسپینلی ساخته شده و در دیزنی پلاس پخش شد. این فیلم احساسات تنش زا، عدم انطباق و ابراز وجود نوجوانان در دبیرستان و شور و شوق عشق اول را بررسی می‌کند.
این فیلم به کارگردانی جولیا هارت، تهیه‌کنندگی کریستین هان، جولیا هارت، جردن هوروویتس بر اساس فیلمنامه‌ای توسط هان ساخته شده‌است و گریس فاندروال و گراهام ورشر در آن بازی کرده‌اند. این فیلم در ۱۳ مارس ۲۰۲۰ اکران شد. این فیلم عمدتاً نقدهای مثبتی از منتقدان دریافت کرد که کارگردانی هارت و لحن نوستالژیک را تحسین کردند.
دنباله‌ای از این فیلم با نام دختر ستاره‌ای هالیوود در ۳ ژوئن ۲۰۲۲ منتشر شد.

## داستان
لئو بورلوک به یاد پدر مرحومش، کراوات جوجه تیغی می‌بندد. در مدرسه جدید او را کتک زدند و کراواتش را بریدند. از آن زمان در هر روز تولد، او یک کراوات جوجه تیغی جدید از یک فرد ناشناس دریافت کرده‌است، اما او آن را در ملاء عام نمی‌پوشد. در دبیرستان، لئو (گراهام ورشر) در گروه راهپیمایی ترومپت می‌زند و به دوستش کوین سینگ (کاران برار)، یکی از اعضای باشگاه AV کمک می‌کند تا یک برنامه مصاحبه را میزبانی کند. یک روز، دختری آزاده، استارگرل کاراوی (گریس واندروال)، وارد می‌شود و وقتی لئو «تولدت مبارک» را در جلوی مدرسه برای او می‌خواند، تحت تأثیر قرار می‌گیرد. بعداً، در حالی که تیم فوتبال بازنده آنها، Mudfrogs، مشغول بازی هستند، Stargirl آهنگی را اجرا می‌کند، " Be True to Your School"، این به آنها انرژی می‌دهد، و آنها تقریباً اولین برد خود را کسب می‌کنند. کوین و لئو او را به برنامه خود دعوت می‌کنند، اما او مؤدبانه آن را رد می‌کند.
Stargirl با خواندن " We Got the Beat " به یک طلسم شانس برای تیم فوتبال تبدیل می‌شود. او شروع به معاشرت با لئو می‌کند و سعی می‌کند او را از پوسته اش بیرون بیاورد. آرچی (جیانکارلو اسپوزیتو)، صاحب اردوگاه دیرینه شناسان محلی، به لئو می‌گوید که استارگرل با مادر مجرد خود زندگی می‌کند و بیشتر عمرش را در خانه آموزش دیده‌است. او از طریق آرچی در مورد لئو یادگرفت. بعداً، استارگرل برای تیم Speech Regional مقابل کوین تلاش می‌کند و با سخنرانی غیرمعمول خود روی موش‌ها پیروز می‌شود. لئو در حالی که به‌طور ناشناس دوچرخه ای را به پسری که در بیمارستان بستری بود برمی‌گرداند، به کراوات‌ها اشاره می‌کند، اما Stargirl هرگونه اطلاع از آن را انکار می‌کند. استارگرل پیشنهاد آهنگی به لئو (" سیزده ") می‌دهد و برای اولین بار او را می‌بوسد. آنها شروع به دوستیابی می‌کنند.
در جریان بازی بزرگ یکی از بازیکنان حریف به شدت آسیب می‌بیند. Stargirl با او به بیمارستان می‌رود و همه را ناراحت می‌کند و منجر به شکست تیم در بازی می‌شود. روز بعد دانش آموزان با استارگرل دشمنی می‌کنند. دوستان لئو ناراحت هستند، اما او را می‌بخشند. کوین استارگرل را به برنامه اش دعوت می‌کند تا خودش را توضیح دهد. او فاش می‌کند که نام واقعی او سوزان است. او Stargirl را انتخاب کرد زیرا همه از غبار ستاره ساخته شده‌اند. وضعیت او زمانی بدتر می‌شود که یک دانش آموز محبوب، هیلاری کیمبل (شلبی سیمونز)، او را به خاطر بازگرداندن دوچرخه به برادر هیلاری که در حین سوار شدن با آن برای همیشه مجروح شده بود، سرزنش می‌کند. استارگرل با اشک فرار می‌کند.
لئو به استارگرل پیشنهاد می‌کند که مانند بقیه رفتار کند، اما او شروع کرد به نام سوزان و پوشیدن لباس‌هایی مانند لباس همکلاسی‌هایش. در منطقه سخنرانی، لئو از او می‌خواهد رقص زمستانی را برگزار کند و او می‌پذیرد. استارگرل در آستانه سخنرانی در مورد حریم خصوصی اینترنتی است، اما به سخنرانی در مورد گل‌ها تغییر می‌کند که رتبه اول را کسب می‌کند. اگرچه این اولین جامی است که در مدرسه کسب می‌شود، اما هیچ‌کس به آن توجه نمی‌کند. استارگرل تصمیم می‌گیرد که سوزان بودن به هویت او خیانت می‌کند. لئو شروع به احساس وحشتناکی می‌کند، اما از مادرش (داربی استانچفیلد) و کوین تشویق می‌شود.
استارگرل مجموعه رکوردهای خود، یک دستگاه ضبط و دعوتی برای "سورپرایز بزرگ" در رقص برای لئو می‌فرستد. وقتی لئو می‌رسد، استارگرل شگفتی خود را نشان می‌دهد: او در مقابل همه آواز می‌خواند. لئو با اکراه بلند می‌شود و آهنگ مورد علاقه خود و پدرش، " فقط آنچه من نیاز داشتم " را اجرا می‌کند و همه را به رقص در حیاط سوق می‌دهد. Stargirl از هیلاری عذرخواهی می‌کند و از مهمانی ناپدید می‌شود. لئو متوجه می‌شود که استارگرل از آنجا دور شده‌است، اما او تأثیر مثبتی بر مدرسه گذاشته‌است و آنها در نهایت غنائم بیشتری کسب می‌کنند. لئو همچنان از استارگرل رابطه می‌گیرد و آرچی فاش می‌کند که اطلاعاتی را در مورد مردم شهر جمع‌آوری کرده تا به آنها کمک کند. حتی پس از فارغ‌التحصیلی از دبیرستان، لئو هرگز فراموش نمی‌کند که استارگرل برای او چه کرد (" به من عشق بده (به من آرامش روی زمین بده ").
در یک صحنه پس از تیتراژ، در زمانی نامشخص، استارگرل آهنگی را برای لئو می‌خواند ("امروز و فردا").

## بازیگران
- گریس فاندروال در نقش سوزان «استارگرل» کاراوی
- گراهام ورشر در نقش لئو بورلوک
- جانکارلو اسپوزیتو در نقش آرچی بروبیکر، مربی لئو
- انزو چارلز دی آنجلیس در نقش لئو ۸ ساله
- کاران برار در نقش کوین سینگ، بهترین دوست لئو
- آتاروا وارما در نقش کوین ۸ ساله
- داربی استنچفیلد در نقش گلوریا بورلوک، مادر لئو
- ماکسیمیلیانو هرناندز در نقش آقای روبینو
- آناچسکا براون در نقش تس رید
- کالین بلکفورد در نقش بنی بوریتو
- آلیسون ونتورث در نقش دوری دیلسون
- جولیوسزار چاوز در نقش آلن فرکو
- آرتمیس در نقش مالوری فرانکلین
- جولیا فلورس در نقش تابستان
- گابریلا سورودجاوان در نقش کیم
- شلبی سیمونز در نقش هیلاری کیمبل
- جان آپولینار در نقش وین پارنل
- الکس جیمز در نقش زک جیمز
- لوسیندا مارکر در نقش اصلی ساترز
- سارا آرینگتون در نقش آنا کاراوی، مادر استارگرل
- دامیان اوهار در نقش پدر لئو

## تولید

### پیش‌تولید
در ۱۵ جولای ۲۰۱۵، اعلام شد که کاترین هاردویک کارگردان قرار است اقتباسی از رمان ستاره ستاره جری اسپینلی را برای والت دیزنی پیکچرز کارگردانی کند. این رمان در ابتدا توسط کریستین هان اقتباس شد که قرار بود این فیلم را نیز تهیه کند. انتظار می‌رفت که شرکت‌های سازنده درگیر با این فیلم، شامل Gotham Group و BCDF Pictures باشند که دومی نیز هزینه‌های مالی فیلم را تأمین می‌کند.
در ۸ فوریه ۲۰۱۸، اعلام شد که نسخه جدیدی از فیلمنامه ساخته شده‌است، جولیا هارت جایگزین هاردویک به عنوان کارگردان خواهد شد و فیلم توسط والت دیزنی پیکچرز تولید خواهد شد. این فیلم در دیزنی +، سرویس استریم دیزنی که در اواخر سال ۲۰۱۹ راه اندازی شد، نمایش داده می‌شود. ماه بعد، تأیید شد که تولید در مراحل پایانی توسعه است، فیلمنامه هان هنوز در حال استفاده است و او ادامه خواهد داد. به عنوان تهیه‌کننده در کنار الن گلداسمیت-وین و لی استولمن. شرکت‌های تولیدی قرار بود شامل Gotham Group و Hahn's Hahn's Hahnscape Entertainment باشند. تا ژوئن ۲۰۱۸، هارت فیلمنامه هان را با همسرش جلا داده بودجردن هوروویتز که به عنوان تهیه‌کننده اجرایی فیلم نیز فعالیت می‌کرد.

### انتخاب بازیگران
در سال ۲۰۱۵، اعلام شد که جوی کینگ و چارلی پلامر در نقش Stargirl و لئو، پسری که داستان را روایت می‌کند، در این فیلم حضور خواهند داشت. با این حال، تا ژوئن ۲۰۱۸، خواننده گریس واندروال برای بازی در اولین نقش بازیگری خود به عنوان شخصیت اصلی انتخاب شد. تا اوت ۲۰۱۸، گراهام ورشر برای نقش لئو انتخاب شد. تا سپتامبر ۲۰۱۸، جیانکارلو اسپوزیتو، کاران برار، داربی استانچفیلد، و ماکسیمیلیانو هرناندز برای نقش‌های مکمل انتخاب شدند.

### فیلمبرداری
فیلمبرداری در ابتدا قرار بود در پاییز ۲۰۱۵ در نیومکزیکو آغاز شود. عکاسی اصلی، به تعویق افتاده بود با این حال، تا سپتامبر سال ۲۰۱۸ در نیومکزیکو و پیچیده در تاریخ ۱۶ نوامبر سال 2018. مکان‌های فیلمبرداری در حالت شامل آلبوکرک و حقیقت یا پیامدهای.

## انتشار
Stargirl در ۱۳ مارس ۲۰۲۰ توسط Disney+ در ایالات متحده منتشر شد.

## بازخورد
در جمع‌آوری نقد Rotten Tomatoes، این فیلم بر اساس ۳۹ نقد، با میانگین امتیاز ۶٫۳۶/۱۰، ۷۲٪ محبوبیت دارد. امتیاز مخاطبان ۸۶٪ در ۲۳ مه ۲۰۲۰. اجماع مهم وب سایت بار خوانده شده بود، «Stargirl، داستان احساس خوب بازدید آشنا سن بلوغ ضربه، اما اجرای خود مطمئن و یک مأموریت جدی فرسوده با افتخار آن را به یک لحن را ارزش شنیدن را دارد.» در متاکریتیک، فیلم بر اساس ۱۲ منتقد، میانگین وزنی امتیاز ۶۰ از ۱۰۰ را دارد که نشان‌دهنده «نقدهای مختلط یا متوسط» است.
پیت هاموند از ددلاین هالیوود نقد مثبتی به فیلم داد. او از بازی‌های واندروال و ورشره تعریف کرد و فیلم را «شیرین و هوشمند» خواند. شیلا اومالی از RogerEbert.com به فیلم نقدی متفاوت داد. او از عملکرد وندروال انتقاد کرد و شکایت کرد که جنبه‌های متعدد فیلم، که بیشتر حول رابطه لئو و استارگرل متمرکز است، منطقی نیست. با این حال، او ظاهر بصری فیلم و همچنین پیام آن را ستود و به آن دو ستاره از چهار ستاره داد. کورتنی هوارد، در Varietyبا این حال، اجراهای اصلی را ستایش کرد: "[واندروال] ما را با مقادیر زیادی مغناطیس و اصالت اساسی به اسرار شخصیتش می‌برد. جای تعجب نیست که صحنه‌های موسیقی محور واقعاً قدرت او را به نمایش بگذارند. … او و ورشره، که تلاقی واقعاً شیرینی است بین جسی [sic] آیزنبرگ و مایکل سرا که فیزیک و تونالیته‌های صوتی هر یک را به اشتراک می‌گذارند، جفتی قابل توجه است. او همچنین اظهار داشت که "هارت و همکارانش به طرز ماهرانه ای از زبان بافتی سینما برای تقویت و برجسته کردن پیوندهای موضوعی استفاده می‌کنند."

## دنباله
دنباله ای به نام دختر ستاره‌ای هالیوود در ۳ ژوئن ۲۰۲۲ از طریق دیزنی پلاس منتشر شد. هارت برای کارگردانی بازگشت و وندروال در نقش Stargirl Caraway دوباره بازی کرد. الیجا ریچاردسون و جودی گریر نیز ایفای نقش می‌کنند، با گریر جایگزین آرینگتون در نقش آنا، مادر استارگرل، و ریچاردسون قرار است نقش ایوان، نقش اول رمانتیک را بازی کند. دنباله روی شخصیت اصلی که شهرت و موفقیت را تجربه می‌کند تمرکز می‌کند. اوما تورمن در نقش روکسان مارتل، نوازنده‌ای که Stargirl او را تحسین می‌کند، انتخاب شد و مایکل پن موسیقی فیلم را نوشت. هارت و هوروویتز فیلمنامه را نوشتند. جاد هیرش و تایرل جکسون ویلیامزبه ترتیب به عنوان آقای میچل، همسایه جدید استارگرل، و ترل، برادر بزرگتر ایوان و فیلمساز مشتاق انتخاب شدند.